# Гальперин, Давид Самойлович
Гальперин Давид Самойлович (7 июля 1925, Умань — 1993, Уфа) — советский и российский журналист, игрок в шашки.
Участвовал в Великой Отечественной войне — окончив 9-й класс, ушёл на фронт, был связистом. После войны окончил педагогический институт в Оренбурге (исторический факультет).
Работал в газете Оренбургского военного округа, с 1958 года — в Уфе, где был заместителем главного редактора молодёжной газеты «Ленинец» Башкирской АССР. Работавший в газете в 1960-е годы Р. Г. Назиров характеризует Гальперина как «человека активного, энергичного, ловкого, но очень ограниченного и упрямого».
Будучи ответственным секретарём республиканского Союза журналистов, организовывал выставки работ башкирских фотокорреспондентов; выставка «Башпрессфото-2015» была посвящена его памяти.
Был сильным игроком в шашки, одним из организаторов шашечного спорта в республике.

## Семья
- Отец, Самуил Ефимович (Шмил Хаимович) Гальперин, работал бухгалтером; мать, Песя (Поля) Давидовна Рабинович, происходила из местечка Теплик. Брат матери, военный инженер 1-го ранга Яков Давидович Рабинович (1900—1937), начальник строительно-квартирного отдела Ленинградского военного округа, был расстрелян в 1937 году.
- Сын — журналист Иосиф Давидович Гальперин (род. в 1950)[6].

## Публикации
- Будущее рождается сегодня : Заметки о первых коллективах коммунистического труда в Башкирии / Сост. Д. С. Гальперин. — Уфа: Башкнигоиздат, 1959. — 48 с.
- Гальперин Д. С., Гафуров М. А. …И никаких легенд. — М.: Молодая гвардия, 1964. — 144 с.
- Цвети, Башкирия! : Очерки, статьи, репортажи, статистика, фотодокументы о Башкирии накануне XXIII съезда КПСС. Сост. Д. С. Гальперин. Уфа: Башкнигоиздат, 1966. — 142 с.
- Тебе спасибо, Октябрь! Рассказываем о Башкирии накануне пятидесятилетия Великой Октябрьской социалистической революции. Сост. Д. С. Гальперин. Уфа: Башкнигоиздат, 1967. — 289 с.
- Башкирия: шестьдесят Октябрьских лет. 1917—1977. Сост. Д. С. Гальперин. Уфа: Башкнигоиздат, 1977.